# Visueel brainstorming
Visueel brainstorming is een brainstormmethode die gericht is op de menselijke voorkeur om informatie visueel te verwerken.
Een voorbeeld van deze visuele informatie verwerking is het menselijke gezicht. Met behulp van een paar lijnen (eventueel in kleur) kan het menselijke gezicht  worden weergegeven. Tevens kan aangegeven worden of de persoon blij of verdrietig is. Om dezelfde informatie met woorden over te brengen zijn veel meer data benodigd – "een beeld zegt meer dan duizend woorden".  

## Proces
Het visual-brainstorm-proces is, op een uitzondering na, gelijk aan het traditionele brainstormproces. Elk idee dient in de vorm van een plaatje, eventueel aangevuld met kreten, te worden gepresenteerd. Het is niet noodzakelijk dat het plaatje er mooi uitziet. Belangrijk is dat het idee wordt verbeeld.
Het visual-brainstorm-proces bestaat uit de volgende fases:
- Voorbereiding. Bereid de deelnemers aan de visual brainstorm vooraf voor door ze deelgenoot te maken van het probleem. Op deze manier wordt onderbewust nagedacht over het probleem.
- Ideegeneratiefase. Genereer in een korte tijd, 1 à 2 uur, zo veel mogelijk ideeën. Presenteer elk idee door middel van een plaatje. Gebruik zo veel mogelijk kleuren in de plaatjes.
- Evalueer Evalueer elk idee door de ideeën te vergelijken, te clusteren en te versimplificeren.
- Beveel aan. Breng na de evaluatie het aantal ideeën terug tot een paar meest belovende.

## Voordelen
- Eenduidig. Het voordeel van het visueel brainstorming is dat plaatjes eenduidiger dan woorden zijn. Woorden hebben meestal verschillende betekenissen. “Wat ik bedoel .....” is eenduidiger in een beeld uit te leggen dan in woorden.
- Taal onafhankelijk. Plaatjes zijn niet afhankelijk van een taal. Op deze manier kunnen personen met een verschillende taal met elkaar een brainstorm sessie houden.
- Optimaliseren. Met de traditionele aanpak is het moeilijk om aanvullingen op geopperde ideeën te geven.

## Geschiedenis

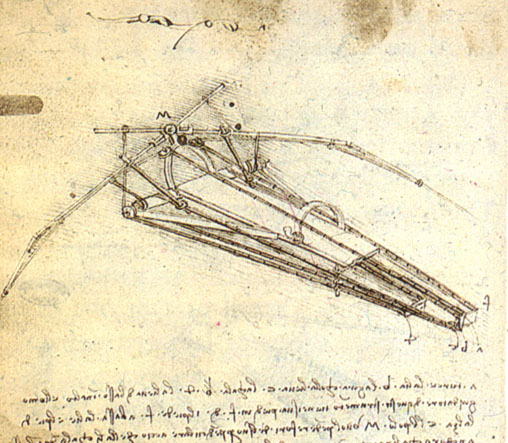
Visual Brainstorming door Leonardo da Vinci

Visual brainstorming is al zo oud als de mensheid. Waarschijnlijk werd in de oudheid, zittend om het kampvuur, met een stok in het zand deze methode al toegepast. Uitvinders zoals Leonardo da Vinci gebruikten deze methode om efficiënt hun gedachten vast te leggen.